# پایگاه هوایی ملی رسکرنس
پایگاه هوایی ملی رسکرنس (به انگلیسی: Rosecrans Air National Guard Base) یک فرودگاه است . این فرودگاه در کشور ایالات متحده آمریکا قرار دارد .